# Cima dello Stagn
La Cima dello Stagn (2.380 m s.l.m. - detto anche Scima del Stagn o Cima di Paina) è una montagna che si trova lungo il confine tra l'Italia e la Svizzera, tra il Canton Grigioni e la Lombardia.

## Descrizione
Sul suo crinale passa il confine tra i comuni svizzeri di Roveredo e di Grono nel Moesano.